# Еллен Макартур
Дама Еллен Макартур (нар. 8 липня 1976) — британська яхтсменка, встановила 7 лютого 2005 року новий світовий рекорд зі швидкісного плавання навколо світу.
Отримала світову популярність в 2001 році, зайнявши на яхті «Кінгфішер» друге місце в навколоосвітніх, невпинних парусних перегонах одинаків Вандей Глоб. У віці 24 років вона стала наймолодшим учасником цього екстремального змагання.
В зиму 2004/2005 року на спеціально побудованому тримарані «B & Q / Castorama» довжиною 23 метри встановила світовий рекорд одиночного навколоосвітнього плавання з часом 71 день 14 годин 18 хвилин 33 секунди.
Нагороджена після завершення перегонів в лютому 2005 року Орденом Британської імперії, в березні 2008 року — французьким Орденом почесного легіону. На її честь названо астероїд 20043 EllenMacArthur. При нагородженні їй були надані почесті, що нагадують часи Френсіса Дрейка (1580) і Френсіса Чичестера (1967). 
2 вересня 2010 року вона запустила Ellen MacArthur Foundation, благодійну організацію з упором на прискорення переходу до відновної циклічної економіки.

## Книги
У 2002 році, Макартур випустила свою першу книгу Taking on the World. У вересні 2010 року вона випустила другу автобіографію  Full Circle.